# Rebecca Brandewyne
Rebecca Brandewyne z domu Wadsworth (ur. 4 marca 1955 w Knoxville w stanie Tennessee) – amerykańska pisarka, autorka romansów.
Ukończyła studia licencjackie i magisterskie na Wichita State University. Jest zamężna po raz drugi. Ma syna.

## Dzieła

### Powieści
- No Gentle Love (1982)
- Forever My Love (1982)

Seria Fate
1. Love Cherish Me (1983)
2. And Gold Was Ours (1984)

- Rose of Rapture (1984)
- The Outlaw Hearts (1986)
- Desire in Disguise (1987)

Seria Chronicles of Tintagel
1. Passion Moon Rising (1988)
2. Beyond the Starlit Frost (1991)

Seria Highclyffe Hall
1. Upon a Moon Dark Moor (1988)
2. Across a Starlit Sea (1989)

- Heartland (1990)
- Rainbow's End (1991)
- Desperado (1992)
- Swan Road (1994)
- The Jacaranda Tree (1995)
- Wildcat (1995)
- Dust Devil (1996, wyd. pol. Sen o drodze 1998)
- Presumed Guilty (1996)
- Hired Husband (1996, wyd. pol. Papierowe małżeństwo 2001)
- Glory Seekers (1997, wyd. pol. Duma i pycha 1998)
- The Lioness Tamer (1998, wyd. pol. Wiem, że jesteś lwem 1998)
- High Stakes (1999, wyd. pol. Wszystko albo nic 2000)
- Destiny's Daughter (2001)
- The Love Knot (2003, wyd. pol. Węzeł miłości 2008)
- To Die For (2003)
- The Ninefold Key (2004, wyd. pol. Klątwa skarabeusza 2007)
- The Crystal Rose (2006)
- From the Mists of Wolf Creek (2009)

### Nowele
- Devil's Keep (1992)
- Moonstruck (1993)
- The Ice Dancers (1995)
- Hasten Down the Wind (1996)
- Devil's Keep (1992)